# 20024 Mayrémartínez
(20024) Mayrémartínez, denumire internațională (20024) Mayremartinez, este un asteroid din centura principală de asteroizi.

## Descriere
20024 Mayrémartínez este un asteroid din centura principală de asteroizi. A fost descoperit pe 30 ianuarie 1992 la Observatorul La Silla de Eric Walter Elst. Asteroidul prezintă o orbită caracterizată de o semiaxă mare de 2,65 ua, o excentricitate de 0,14 și o înclinație de 13,9° în raport cu ecliptica.